# Japan Cup 2023
La 30e édition de la Japan Cup (officiellement : Japan Cup Cycle Road Race) a lieu le 15 octobre 2023 au Japon. L'épreuve de 164,8 km se déroule à Utsunomiya. La course est la dernière épreuve du calendrier UCI ProSeries 2023 (deuxième niveau mondial) en catégorie 1.Pro.

## Présentation

### Parcours
La course se déroule sur un circuit de 10,3 km situé dans le parc forestier de la ville d'Utsunomiya à accomplir 16 fois, soit deux tours en plus que l'édition précédente. La principale côte de ce circuit est à gravir pendant le deuxième kilomètre du circuit. L'arrivée est en légère montée.

### Équipes
19 équipes participent à cette Japan Cup - 7 WorldTeam, 3 ProTeams, 8 équipes continentales et 1 équipe nationale :
| WorldTeams (7)- Bahrain Victorious - Cofidis - EF Education-EasyPost - Intermarché-Circus-Wanty - Lidl-Trek - Soudal Quick-Step - Team Jayco AlUla ProTeams (3)- Israel-Premier Tech - Lotto Dstny - Team Novo Nordisk Équipes continentales (8)- Aisan Racing Team - JCL Team Ukyo - Kinan Racing Team - Levante Fuji Shizuoka - Ljubljana Gusto Santic - Matrix Powertag - Utsunomiya Blitzen - Victoire Hiroshima Équipe nationale- Japon |
| |

## Classement
| \| Classement général \| Classement général \| Classement général \| Classement général \| Classement général \| \| Coureur \| Coureur \| Pays \| Équipe \| Temps \| \| ------------------ \| ------------------ \| ------------------ \| ------------------------ \| ------------------ \| \| 1er \| Rui Costa \| Portugal \| Intermarché-Circus-Wanty \| 3 h 28 min 22 s \| \| 2e \| Felix Engelhardt \| Allemagne \| Team Jayco AlUla \| + 0 s \| \| 3e \| Guillaume Martin \| France \| Cofidis \| + 2 s \| \| 4e \| Maxim Van Gils \| Belgique \| Lotto Dstny \| + 27 s \| \| 5e \| Georg Zimmermann \| Allemagne \| Intermarché-Circus-Wanty \| + 1 min 34 s \| \| 6e \| Riley Sheehan \| États-Unis \| Israel-Premier Tech \| + 1 min 34 s \| \| 7e \| Axel Zingle \| France \| Cofidis \| + 1 min 34 s \| \| 8e \| Lorenzo Rota \| Italie \| Intermarché-Circus-Wanty \| + 1 min 34 s \| \| 9e \| Michael Valgren \| Danemark \| EF Education-EasyPost \| + 1 min 34 s \| \| 10e \| Julien Bernard \| France \| Lidl-Trek \| + 1 min 39 s \| |                  |            |                          |                 |
| |                  |            |                          |                 |
| Source : ProCyclingStats |                  |            |                          |                 |
| Classement général |                  |            |                          |                 |
| Coureur | Coureur          | Pays       | Équipe                   | Temps           |
| 1er | Rui Costa        | Portugal   | Intermarché-Circus-Wanty | 3 h 28 min 22 s |
| 2e | Felix Engelhardt | Allemagne  | Team Jayco AlUla         | + 0 s           |
| 3e | Guillaume Martin | France     | Cofidis                  | + 2 s           |
| 4e | Maxim Van Gils   | Belgique   | Lotto Dstny              | + 27 s          |
| 5e | Georg Zimmermann | Allemagne  | Intermarché-Circus-Wanty | + 1 min 34 s    |
| 6e | Riley Sheehan    | États-Unis | Israel-Premier Tech      | + 1 min 34 s    |
| 7e | Axel Zingle      | France     | Cofidis                  | + 1 min 34 s    |
| 8e | Lorenzo Rota     | Italie     | Intermarché-Circus-Wanty | + 1 min 34 s    |
| 9e | Michael Valgren  | Danemark   | EF Education-EasyPost    | + 1 min 34 s    |
| 10e | Julien Bernard   | France     | Lidl-Trek                | + 1 min 39 s    |

## Liste des participants
| EF Education-EasyPost EFE | EF Education-EasyPost EFE  | EF Education-EasyPost EFE |
| ------------------------- | -------------------------- | ------------------------- |
| Num                       | Coureur                    | Pos                       |
| 1                         | Andrea Piccolo (ITA)       | AB                        |
| 2                         | Simon Carr (GBR)           | AB                        |
| 3                         | Sean Quinn (USA)           | 45e                       |
| 4                         | Odd Christian Eiking (NOR) | 12e                       |
| 5                         | James Shaw (GBR)           | 46e                       |
| 6                         | Michael Valgren (DEN)      | 9e                        |

| Bahrain Victorious TBV | Bahrain Victorious TBV    | Bahrain Victorious TBV |
| ---------------------- | ------------------------- | ---------------------- |
| Num                    | Coureur                   | Pos                    |
| 11                     | Yukiya Arashiro (JPN)     | 47e                    |
| 12                     | Nicolò Buratti (ITA)      | AB                     |
| 13                     | Hermann Pernsteiner (AUT) | 16e                    |
| 14                     | Sergio Tu (TPE)           | AB                     |
| 15                     | Edoardo Zambanini (ITA)   | 17e                    |

| Cofidis COF | Cofidis COF               | Cofidis COF |
| ----------- | ------------------------- | ----------- |
| Num         | Coureur                   | Pos         |
| 21          | Guillaume Martin (FRA)    | 3e          |
| 22          | Alexandre Delettre (FRA)  | 37e         |
| 23          | Axel Zingle (FRA)         | 7e          |
| 24          | François Bidard (FRA)     | AB          |
| 25          | Pierre-Luc Périchon (FRA) | AB          |
| 26          | Hugo Toumire (FRA)        | 33e         |

| Intermarché-Circus-Wanty ICW | Intermarché-Circus-Wanty ICW | Intermarché-Circus-Wanty ICW |
| ---------------------------- | ---------------------------- | ---------------------------- |
| Num                          | Coureur                      | Pos                          |
| 31                           | Simone Petilli (ITA)         | 35e                          |
| 32                           | Lorenzo Rota (ITA)           | 8e                           |
| 33                           | Rein Taaramäe (EST)          | AB                           |
| 34                           | Rui Costa (POR)              | 1er                          |
| 35                           | Georg Zimmermann (GER)       | 5e                           |
| 36                           | Francesco Busatto (ITA)      | 21e                          |

| Lidl-Trek LTK | Lidl-Trek LTK          | Lidl-Trek LTK |
| ------------- | ---------------------- | ------------- |
| Num           | Coureur                | Pos           |
| 41            | Giulio Ciccone (ITA)   | NP            |
| 42            | Julien Bernard (FRA)   | 10e           |
| 44            | Juan Pedro López (ESP) | AB            |
| 45            | Bauke Mollema (NED)    | 13e           |
| 46            | Edward Theuns (BEL)    | AB            |

| Soudal Quick-Step SOQ | Soudal Quick-Step SOQ    | Soudal Quick-Step SOQ |
| --------------------- | ------------------------ | --------------------- |
| Num                   | Coureur                  | Pos                   |
| 51                    | Julian Alaphilippe (FRA) | 38e                   |
| 52                    | James Knox (GBR)         | AB                    |
| 53                    | Fausto Masnada (ITA)     | 14e                   |
| 54                    | Pieter Serry (BEL)       | 18e                   |
| 55                    | Stan Van Tricht (BEL)    | 20e                   |
| 56                    | Ilan Van Wilder (BEL)    | AB                    |

| Team Jayco AlUla JAY | Team Jayco AlUla JAY   | Team Jayco AlUla JAY |
| -------------------- | ---------------------- | -------------------- |
| Num                  | Coureur                | Pos                  |
| 61                   | Eddie Dunbar (IRL)     | AB                   |
| 62                   | Felix Engelhardt (GER) | 2e                   |
| 63                   | Jan Maas (NED)         | 24e                  |
| 64                   | Hamish McKenzie (AUS)  | AB                   |
| 65                   | Lucas Hamilton (AUS)   | 11e                  |
| 66                   | Kevin Colleoni (ITA)   | AB                   |

| Israel-Premier Tech IPT | Israel-Premier Tech IPT  | Israel-Premier Tech IPT |
| ----------------------- | ------------------------ | ----------------------- |
| Num                     | Coureur                  | Pos                     |
| 71                      | Christopher Froome (GBR) | AB                      |
| 72                      | Nadav Raisberg (ISR)     | 36e                     |
| 73                      | Ben Hermans (BEL)        | AB                      |
| 74                      | Jonatan Abudraham (ISR)  | 31e                     |
| 75                      | Riley Sheehan (USA)      | 6e                      |
| 76                      | Brady Gilmore (AUS)      | AB                      |

| Lotto Dstny LTD | Lotto Dstny LTD         | Lotto Dstny LTD |
| --------------- | ----------------------- | --------------- |
| Num             | Coureur                 | Pos             |
| 82              | Pascal Eenkhoorn (NED)  | 22e             |
| 83              | Eduardo Sepúlveda (ARG) | 19e             |
| 84              | Maxim Van Gils (BEL)    | 4e              |
| 85              | Milan Paulus (BEL)      | AB              |
| 86              | Ramses Debruyne (BEL)   | 23e             |

| Team Novo Nordisk TNN | Team Novo Nordisk TNN   | Team Novo Nordisk TNN |
| --------------------- | ----------------------- | --------------------- |
| Num                   | Coureur                 | Pos                   |
| 91                    | Hamish Beadle (NZL)     | 26e                   |
| 92                    | Sam Brand (GBR)         | AB                    |
| 93                    | Quinten De Graeve (BEL) | AB                    |
| 94                    | Declan Irvine (AUS)     | AB                    |
| 95                    | Péter Kusztor (HUN)     | AB                    |
| 96                    | David Lozano (ESP)      | 29e                   |

| Ljubljana Gusto Santic LGS | Ljubljana Gusto Santic LGS   | Ljubljana Gusto Santic LGS |
| -------------------------- | ---------------------------- | -------------------------- |
| Num                        | Coureur                      | Pos                        |
| 101                        | Natan Gregorčič (SLO)        | AB                         |
| 102                        | Dylan Hopkins (AUS)          | 27e                        |
| 103                        | Viktor Potočki (CRO) (route) | AB                         |
| 104                        | Andrew Sampson (AUS)         | AB                         |
| 105                        | Anže Skok (SLO)              | NP                         |
| 106                        | Jernej Hribar (SLO)          | AB                         |

| JCLTeam Ukyo JCL | JCLTeam Ukyo JCL       | JCLTeam Ukyo JCL |
| ---------------- | ---------------------- | ---------------- |
| Num              | Coureur                | Pos              |
| 112              | Nariyuki Masuda (JPN)  | 43e              |
| 113              | Benjamín Prades (ESP)  | AB               |
| 114              | Nathan Earle (AUS)     | AB               |
| 115              | Yūma Koishi (JPN)      | 34e              |
| 116              | Atsushi Oka (JPN)      | AB               |
| 119              | Manabu Ishibashi (JPN) | AB               |

| Kinan Racing Team KIN | Kinan Racing Team KIN | Kinan Racing Team KIN |
| --------------------- | --------------------- | --------------------- |
| Num                   | Coureur               | Pos                   |
| 121                   | Yusuke Hatanaka (JPN) | AB                    |
| 122                   | Drew Morey (AUS)      | NP                    |
| 123                   | Ryan Cavanagh (AUS)   | 48e                   |
| 124                   | Yudai Arashiro (JPN)  | AB                    |
| 126                   | Yugi Tsuda (JPN)      | AB                    |

| Matrix Powertag MTR | Matrix Powertag MTR            | Matrix Powertag MTR |
| ------------------- | ------------------------------ | ------------------- |
| Num                 | Coureur                        | Pos                 |
| 131                 | Francisco Mancebo (ESP)        | 30e                 |
| 132                 | José Vicente Toribio (ESP)     | 32e                 |
| 133                 | Geórgios Boúglas (GRE) (route) | AB                  |
| 135                 | Daiki Yasuhara (JPN)           | AB                  |
| 136                 | Marino Kobayashi (JPN)         | AB                  |

| Victoire Hiroshima VCH | Victoire Hiroshima VCH | Victoire Hiroshima VCH |
| ---------------------- | ---------------------- | ---------------------- |
| Num                    | Coureur                | Pos                    |
| 141                    | Keisuke Aso (JPN)      | AB                     |
| 142                    | Benjamin Dyball (AUS)  | 44e                    |
| 143                    | Carter Bettles (AUS)   | 40e                    |
| 144                    | Leonel Quintero (VEN)  | AB                     |

| Levante Fuji Shizuoka LVF | Levante Fuji Shizuoka LVF     | Levante Fuji Shizuoka LVF |
| ------------------------- | ----------------------------- | ------------------------- |
| Num                       | Coureur                       | Pos                       |
| 151                       | Maral-Erdene Batmunkh (MGL)   | AB                        |
| 152                       | Enkhtaivan Bolor-Erdene (MGL) | AB                        |
| 154                       | Daniel Guld                   | AB                        |

| Aisan Racing Team AIS | Aisan Racing Team AIS   | Aisan Racing Team AIS |
| --------------------- | ----------------------- | --------------------- |
| Num                   | Coureur                 | Pos                   |
| 161                   | Yuzuru Suzuki (JPN)     | AB                    |
| 162                   | Shotaro Watanabe (JPN)  | AB                    |
| 163                   | Hayato Okamoto (JPN)    | 15e                   |
| 164                   | Keigo Kusaba (JPN)      | 25e                   |
| 166                   | Masahiro Ishigami (JPN) | 42e                   |

| Utsunomiya Blitzen BLZ | Utsunomiya Blitzen BLZ | Utsunomiya Blitzen BLZ |
| ---------------------- | ---------------------- | ---------------------- |
| Num                    | Coureur                | Pos                    |
| 171                    | Takayuki Abe (JPN)     | AB                     |
| 172                    | Feng Chun-kai (TPE)    | AB                     |
| 173                    | Takaaki Hori (JPN)     | AB                     |
| 174                    | Toki Sawada (JPN)      | 39e                    |
| 175                    | Junsei Tani (JPN)      | 28e                    |
| 177                    | Hikaru Kosaka (JPN)    | AB                     |

| Japon JPN | Japon JPN     | Japon JPN |
| --------- | ------------- | --------- |
| Num       | Coureur       | Pos       |
| 181       | Shoi Matsuda  | AB        |
| 182       | Yusuke Kadota | AB        |
| 183       | Yuhi Todome   | NP        |
| 184       | Jo Hashikawa  | AB        |
| 185       | Hijiri Oda    | 41e       |

| EF Education-EasyPost EFE | EF Education-EasyPost EFE  | EF Education-EasyPost EFE |
| ------------------------- | -------------------------- | ------------------------- |
| Num                       | Coureur                    | Pos                       |
| 1                         | Andrea Piccolo (ITA)       | AB                        |
| 2                         | Simon Carr (GBR)           | AB                        |
| 3                         | Sean Quinn (USA)           | 45e                       |
| 4                         | Odd Christian Eiking (NOR) | 12e                       |
| 5                         | James Shaw (GBR)           | 46e                       |
| 6                         | Michael Valgren (DEN)      | 9e                        |

| Bahrain Victorious TBV | Bahrain Victorious TBV    | Bahrain Victorious TBV |
| ---------------------- | ------------------------- | ---------------------- |
| Num                    | Coureur                   | Pos                    |
| 11                     | Yukiya Arashiro (JPN)     | 47e                    |
| 12                     | Nicolò Buratti (ITA)      | AB                     |
| 13                     | Hermann Pernsteiner (AUT) | 16e                    |
| 14                     | Sergio Tu (TPE)           | AB                     |
| 15                     | Edoardo Zambanini (ITA)   | 17e                    |

| Cofidis COF | Cofidis COF               | Cofidis COF |
| ----------- | ------------------------- | ----------- |
| Num         | Coureur                   | Pos         |
| 21          | Guillaume Martin (FRA)    | 3e          |
| 22          | Alexandre Delettre (FRA)  | 37e         |
| 23          | Axel Zingle (FRA)         | 7e          |
| 24          | François Bidard (FRA)     | AB          |
| 25          | Pierre-Luc Périchon (FRA) | AB          |
| 26          | Hugo Toumire (FRA)        | 33e         |

| Intermarché-Circus-Wanty ICW | Intermarché-Circus-Wanty ICW | Intermarché-Circus-Wanty ICW |
| ---------------------------- | ---------------------------- | ---------------------------- |
| Num                          | Coureur                      | Pos                          |
| 31                           | Simone Petilli (ITA)         | 35e                          |
| 32                           | Lorenzo Rota (ITA)           | 8e                           |
| 33                           | Rein Taaramäe (EST)          | AB                           |
| 34                           | Rui Costa (POR)              | 1er                          |
| 35                           | Georg Zimmermann (GER)       | 5e                           |
| 36                           | Francesco Busatto (ITA)      | 21e                          |

| Lidl-Trek LTK | Lidl-Trek LTK          | Lidl-Trek LTK |
| ------------- | ---------------------- | ------------- |
| Num           | Coureur                | Pos           |
| 41            | Giulio Ciccone (ITA)   | NP            |
| 42            | Julien Bernard (FRA)   | 10e           |
| 44            | Juan Pedro López (ESP) | AB            |
| 45            | Bauke Mollema (NED)    | 13e           |
| 46            | Edward Theuns (BEL)    | AB            |

| Soudal Quick-Step SOQ | Soudal Quick-Step SOQ    | Soudal Quick-Step SOQ |
| --------------------- | ------------------------ | --------------------- |
| Num                   | Coureur                  | Pos                   |
| 51                    | Julian Alaphilippe (FRA) | 38e                   |
| 52                    | James Knox (GBR)         | AB                    |
| 53                    | Fausto Masnada (ITA)     | 14e                   |
| 54                    | Pieter Serry (BEL)       | 18e                   |
| 55                    | Stan Van Tricht (BEL)    | 20e                   |
| 56                    | Ilan Van Wilder (BEL)    | AB                    |

| Team Jayco AlUla JAY | Team Jayco AlUla JAY   | Team Jayco AlUla JAY |
| -------------------- | ---------------------- | -------------------- |
| Num                  | Coureur                | Pos                  |
| 61                   | Eddie Dunbar (IRL)     | AB                   |
| 62                   | Felix Engelhardt (GER) | 2e                   |
| 63                   | Jan Maas (NED)         | 24e                  |
| 64                   | Hamish McKenzie (AUS)  | AB                   |
| 65                   | Lucas Hamilton (AUS)   | 11e                  |
| 66                   | Kevin Colleoni (ITA)   | AB                   |

| Israel-Premier Tech IPT | Israel-Premier Tech IPT  | Israel-Premier Tech IPT |
| ----------------------- | ------------------------ | ----------------------- |
| Num                     | Coureur                  | Pos                     |
| 71                      | Christopher Froome (GBR) | AB                      |
| 72                      | Nadav Raisberg (ISR)     | 36e                     |
| 73                      | Ben Hermans (BEL)        | AB                      |
| 74                      | Jonatan Abudraham (ISR)  | 31e                     |
| 75                      | Riley Sheehan (USA)      | 6e                      |
| 76                      | Brady Gilmore (AUS)      | AB                      |

| Lotto Dstny LTD | Lotto Dstny LTD         | Lotto Dstny LTD |
| --------------- | ----------------------- | --------------- |
| Num             | Coureur                 | Pos             |
| 82              | Pascal Eenkhoorn (NED)  | 22e             |
| 83              | Eduardo Sepúlveda (ARG) | 19e             |
| 84              | Maxim Van Gils (BEL)    | 4e              |
| 85              | Milan Paulus (BEL)      | AB              |
| 86              | Ramses Debruyne (BEL)   | 23e             |

| Team Novo Nordisk TNN | Team Novo Nordisk TNN   | Team Novo Nordisk TNN |
| --------------------- | ----------------------- | --------------------- |
| Num                   | Coureur                 | Pos                   |
| 91                    | Hamish Beadle (NZL)     | 26e                   |
| 92                    | Sam Brand (GBR)         | AB                    |
| 93                    | Quinten De Graeve (BEL) | AB                    |
| 94                    | Declan Irvine (AUS)     | AB                    |
| 95                    | Péter Kusztor (HUN)     | AB                    |
| 96                    | David Lozano (ESP)      | 29e                   |

| Ljubljana Gusto Santic LGS | Ljubljana Gusto Santic LGS   | Ljubljana Gusto Santic LGS |
| -------------------------- | ---------------------------- | -------------------------- |
| Num                        | Coureur                      | Pos                        |
| 101                        | Natan Gregorčič (SLO)        | AB                         |
| 102                        | Dylan Hopkins (AUS)          | 27e                        |
| 103                        | Viktor Potočki (CRO) (route) | AB                         |
| 104                        | Andrew Sampson (AUS)         | AB                         |
| 105                        | Anže Skok (SLO)              | NP                         |
| 106                        | Jernej Hribar (SLO)          | AB                         |

| JCLTeam Ukyo JCL | JCLTeam Ukyo JCL       | JCLTeam Ukyo JCL |
| ---------------- | ---------------------- | ---------------- |
| Num              | Coureur                | Pos              |
| 112              | Nariyuki Masuda (JPN)  | 43e              |
| 113              | Benjamín Prades (ESP)  | AB               |
| 114              | Nathan Earle (AUS)     | AB               |
| 115              | Yūma Koishi (JPN)      | 34e              |
| 116              | Atsushi Oka (JPN)      | AB               |
| 119              | Manabu Ishibashi (JPN) | AB               |

| Kinan Racing Team KIN | Kinan Racing Team KIN | Kinan Racing Team KIN |
| --------------------- | --------------------- | --------------------- |
| Num                   | Coureur               | Pos                   |
| 121                   | Yusuke Hatanaka (JPN) | AB                    |
| 122                   | Drew Morey (AUS)      | NP                    |
| 123                   | Ryan Cavanagh (AUS)   | 48e                   |
| 124                   | Yudai Arashiro (JPN)  | AB                    |
| 126                   | Yugi Tsuda (JPN)      | AB                    |

| Matrix Powertag MTR | Matrix Powertag MTR            | Matrix Powertag MTR |
| ------------------- | ------------------------------ | ------------------- |
| Num                 | Coureur                        | Pos                 |
| 131                 | Francisco Mancebo (ESP)        | 30e                 |
| 132                 | José Vicente Toribio (ESP)     | 32e                 |
| 133                 | Geórgios Boúglas (GRE) (route) | AB                  |
| 135                 | Daiki Yasuhara (JPN)           | AB                  |
| 136                 | Marino Kobayashi (JPN)         | AB                  |

| Victoire Hiroshima VCH | Victoire Hiroshima VCH | Victoire Hiroshima VCH |
| ---------------------- | ---------------------- | ---------------------- |
| Num                    | Coureur                | Pos                    |
| 141                    | Keisuke Aso (JPN)      | AB                     |
| 142                    | Benjamin Dyball (AUS)  | 44e                    |
| 143                    | Carter Bettles (AUS)   | 40e                    |
| 144                    | Leonel Quintero (VEN)  | AB                     |

| Levante Fuji Shizuoka LVF | Levante Fuji Shizuoka LVF     | Levante Fuji Shizuoka LVF |
| ------------------------- | ----------------------------- | ------------------------- |
| Num                       | Coureur                       | Pos                       |
| 151                       | Maral-Erdene Batmunkh (MGL)   | AB                        |
| 152                       | Enkhtaivan Bolor-Erdene (MGL) | AB                        |
| 154                       | Daniel Guld                   | AB                        |

| Aisan Racing Team AIS | Aisan Racing Team AIS   | Aisan Racing Team AIS |
| --------------------- | ----------------------- | --------------------- |
| Num                   | Coureur                 | Pos                   |
| 161                   | Yuzuru Suzuki (JPN)     | AB                    |
| 162                   | Shotaro Watanabe (JPN)  | AB                    |
| 163                   | Hayato Okamoto (JPN)    | 15e                   |
| 164                   | Keigo Kusaba (JPN)      | 25e                   |
| 166                   | Masahiro Ishigami (JPN) | 42e                   |

| Utsunomiya Blitzen BLZ | Utsunomiya Blitzen BLZ | Utsunomiya Blitzen BLZ |
| ---------------------- | ---------------------- | ---------------------- |
| Num                    | Coureur                | Pos                    |
| 171                    | Takayuki Abe (JPN)     | AB                     |
| 172                    | Feng Chun-kai (TPE)    | AB                     |
| 173                    | Takaaki Hori (JPN)     | AB                     |
| 174                    | Toki Sawada (JPN)      | 39e                    |
| 175                    | Junsei Tani (JPN)      | 28e                    |
| 177                    | Hikaru Kosaka (JPN)    | AB                     |

| Japon JPN | Japon JPN     | Japon JPN |
| --------- | ------------- | --------- |
| Num       | Coureur       | Pos       |
| 181       | Shoi Matsuda  | AB        |
| 182       | Yusuke Kadota | AB        |
| 183       | Yuhi Todome   | NP        |
| 184       | Jo Hashikawa  | AB        |
| 185       | Hijiri Oda    | 41e       |